# Mokomokai

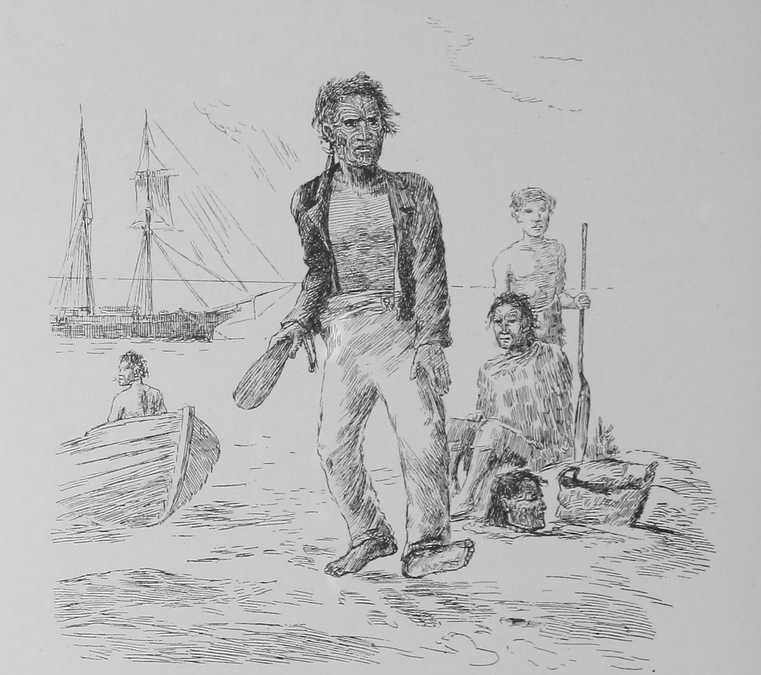
"Négociations pour une tête, sur le rivage, le chef haussant les prix" - croquis de H. G. Robley

Les Mokomokai sont des chefs conservés de Māoris, peuple indigène de la Nouvelle-Zélande et des îles Cook, dont les visages ont été décorés par des tatouages tā moko. Ils sont devenus des objets d'échanges  précieux au cours de la guerre des mousquets du début du XIXe siècle. Des Mokomakai ont été dispersés aux quatre coins du monde comme objets d'art, et font aujourd'hui l'objet de contentieux diplomatiques avec la Nouvelle-Zélande, qui souhaite les récupérer.

## Le Tā moko

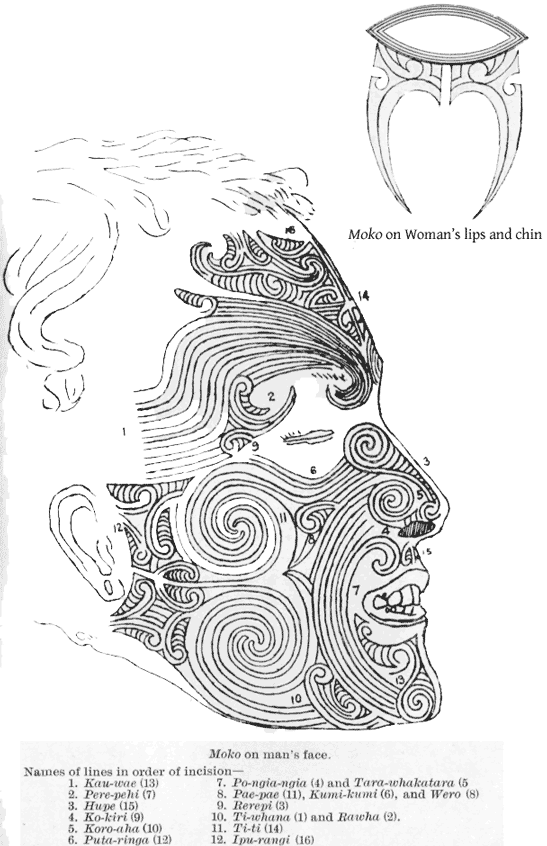
Dessin de moko.

Les tatouages faciaux tā moko étaient traditionnels dans la culture maorie et ce, jusqu'au milieu du XIXe siècle, lorsque leur utilisation a commencé à disparaitre. Cet usage est de retour dans les mœurs depuis la fin du XXe siècle.
Dans la culture maorie pré-européenne, ils dénotaient un statut social élevé. Généralement, seulement les hommes portaient un tatouage intégral sur le visage, les femmes de haut rang avaient un tatouage uniquement sur leurs lèvres et leur menton. Les tatouages moko permettaient d'identifier les individus vis-à-vis de leurs ancêtres.
Le tatouage moko marquait les rites de passage pour les gens de hauts rangs, ainsi que les évènements importants de leur vie. Chaque moko est unique et contient des informations sur le rang, le tribu, la lignée, l'activité et les exploits de son porteur. Les moko étaient couteux à obtenir et c'est pour cela que les tatouages moko les plus élaborés étaient limités aux chefs et aux guerriers de haut rang. En outre, l'art du moko, des tatoueurs moko dans leur travail, ainsi que les moko eux-mêmes, était entouré par des tapus et un protocole stricts.

## Les Mokomokai
Lorsqu'une personne portant un moko remarquable mourait, sa tête était préservée. Le cerveau et les yeux étaient retirés, et tous les orifices étaient scellés avec des fibres de lin et de la gomme. La tête était ensuite bouillie ou cuite à la vapeur dans un four avant d'être fumée sur un feu ouvert, puis séchée au soleil pendant plusieurs jours. Elle était ensuite traitée avec de l'huile de requin. Ces mokomokai préservés étaient conservés par les familles dans des boites richement sculptées, et sorties uniquement à l'occasion de cérémonies sacrées.
Les têtes des chefs ennemis tués étaient aussi préservées ; ces mokomokai étaient considérés comme des trophées de guerre et étaient ensuite affichés sur le marae et moqués des vainqueurs. Elles étaient importantes dans les négociations diplomatiques entre tribus en guerre : le retour et l'échange des mokomokai était une condition préalable essentielle pour la paix.

## La guerre des mousquets
Au début du XIXe siècle, avec l'arrivée des Européens en Nouvelle-Zélande, les tribus en contact avec les marins, commerçants et colons européens avaient accès à des armes à feu, leur donnant un avantage militaire majeur sur leurs voisins. Les autres tribus eurent de fait désespérément besoin d'acquérir des armes à feu, même juste pour se défendre. Cela donna lieu à la guerre des mousquets. C'est au cours de cette période de la déstabilisation sociale que les mokomokai devinrent des objets de commerce qui pouvaient facilement être vendus comme des œuvres d'art et des spécimens de musée. Les prix élevés auxquels elles étaient ensuite vendues en Europe et en Amérique permettaient de les échanger contre des armes à feu et des munitions.
La demande pour les armes à feu était telle que les tribus effectuaient des raids chez leurs voisins pour voler leurs mokomokai à des fins commerciales. Certains tatouèrent aussi des esclaves et des prisonniers (mais avec des motifs insignifiants à la place des véritables moko) afin de satisfaire des commandes. L'âge d'or du commerce de mokomokai eut lieu entre 1820 et 1831. En 1831, le gouverneur de Nouvelle-Galles du Sud y mit fin en proclamant l'interdiction d'échanges commerciaux de tête en Nouvelle-Zélande. Dans les années 1830, la demande pour les armes à feu diminua également du fait de la saturation du marché. En 1840, lorsque le traité de Waitangi eut été signé et que la Nouvelle-Zélande devint une colonie britannique, le commerce d'exportation de mokomokai était pratiquement terminé, avec une baisse de l'utilisation de moko dans les sociétés māories. Occasionnellement, et à petite échelle, les échanges ont continué pendant plusieurs années,.

## La collection Robley

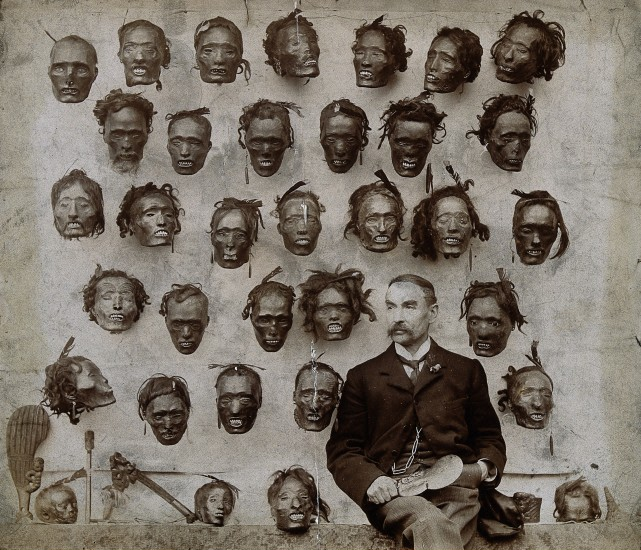
H. G. Robley avec sa collection de mokomokai.

Le major-général Horatio Gordon Robley était un officier de l'armée britannique et artiste qui a servi en Nouvelle-Zélande au cours des guerres māories dans les années 1860. Il s'intéressait à l'ethnologie et était fasciné par l'art du tatouage, en plus d'être un illustrateur talentueux. Il est l'écrivain de l'ouvrage de référence au sujet du moko,  Moko; or Maori Tattooing, qui a été publié en 1896. Après son retour en Angleterre, il établit une remarquable collection de 35 à 40 mokomokai qu'il proposa de vendre ensuite au gouvernement de Nouvelle-Zélande. Après un refus de l'offre, une grande partie de la collection fut vendue au musée américain d'histoire naturelle.

## Le rapatriement
À la fin du XXe siècle, le gouvernement de Nouvelle-Zélande a entrepris une campagne de rapatriement des centaines de mokomokai retenues dans les musées et collections privées à travers le monde, afin qu'elles fussent rendues à leur famille ou au musée de Nouvelle-Zélande pour leur stockage, mais non pour leur exposition. Cette campagne a eu un certain succès, bien que de nombreux mokomokai demeurent à l'étranger et qu'elle soit toujours en cours,,,.
La France enclencha en 2006 la première restitution de ses têtes maories. Le musée et le conseil municipal de Rouen ont été les premiers à vouloir restituer la tête maorie de leur collection. Bien que le vote a été unanime, la décision a été mise en péril par l’intervention du ministre de la culture. Au terme d'une longue bataille juridique qui a abouti à la création d'une nouvelle loi permettant la restitution de toutes les têtes maories de France, elles finirent par être rapatriées en Nouvelle-Zélande en 2012.